# Toleafoa J.S. Blatter Complex
Toleafoa J.S. Blatter Complex – to stadion narodowy Samoa w Apia. Główny stadion może pomieścić około 3500 widzów. Oprócz tego są jeszcze dwa stadiony piłkarskie o pojemności 1000 widzów, boiska do gry w baseball, krykiet, piłkę ręczną oraz innych dyscyplin sportowych. Na stadionie została rozegrana pierwsza runda eliminacji Mistrzostw Świata 2010 - Puchar Południowego Pacyfiku. 